# Причина Геннадій Георгійович
Геннадій Георгійович Причина (нар. 11 квітня 1962, село Балашове Іванівського району Херсонської області) — український діяч, виконувач обов'язків голови Херсонської обласної ради (2006 р.).

## Життєпис
Народився у селянській родині. У 1981 році закінчив Нікопольське педагогічне училище Дніпропетровської області. Трудову діяльність розпочав у 1981 році вчителем праці та креслення середньої школи № 11 міста Ялти Кримської області.
З листопада 1981 року по вересень 1983 року проходив строкову службу в лавах Військо-Морського флоту СРСР. З 1983 по 1984 рік — вчитель історії Воскресенської середньої школи Іванівського району Херсонської області.
У 1984—1988 роках — вихователь, викладач суспільствознавства, заступник директора Іванівського ПТУ № 28. У 1988—1998 роках — директор Іванівського ПТУ № 28 Херсонської області.
У 1989 році закінчив історичний факультет Миколаївського педагогічного інституту імені Бєлінського, здобув спеціальність вчителя історії.
У 1998—1999 роках — голова Іванівської районної державної адміністрації Херсонської області.
З 1999 по 2001 рік працював помічником народного депутата України Станіслава Ніколаєнка, директором приватного підприємства «Транзит». У 2001—2002 роках — директор виконавчої дирекції Іванівського міжрайонного фонду соціального страхування з ТВП Херсонської області.
Депутат Херсонської обласної ради IV—V скликань від Соціалістичної партії України. Член партії «Справедливість».
З травня 2002 року по 2010 рік — заступник голови Херсонської обласної ради.
20 квітня — 5 травня 2006 року — виконувач обов'язків голови Херсонської обласної ради.
З 2014 року — директор Департаменту соціального захисту населення Херсонської обласної державної адміністрації.
Одружений. Має сина та доньку.